# Korandje
Korandje (auch Dandawa) ist eine in Algerien gesprochene nördliche Songhai-Sprache. 
Sie wird von den circa 3000 Einwohnern der zwischen Bechar und Tindouf liegenden Oase Tabelbala benutzt. Am nächsten verwandt ist sie mit dem in Niger – ebenfalls von sesshaft lebenden Menschen – gesprochenen Tasawaq. 
Korandje ist stark vom Arabischen und Berberischen beeinflusst. Nur circa 40 % des Wortschatzes ist songhai, je circa 30 % sind arabisch und berberisch.